# Миранда Дикинсън
Миранда Дикинсън (на английски: Miranda Dickinson) е английска музикантка и писателка на бестселъри в жанра чиклит и любовен роман.

## Биография и творчество
Миранда Дикинсън е родена през 1973 г. в Улвърхамптън, Англия, в творческо семейство. Израства в Кингсуинфорд. От малка съчинява истории, мечтае да бъде писателка и да се занимава с музика. Учи изпълнителско изкуство в Челтнъм и Глочестър колидж и се дипломира с бакалавърска степен през 1994 г. За да се издържа работи на най-различни работни места, включително и екскурзовод в атомна електроцентрала, секретарка във фабрика за чанти, и копирайтър за политическа партия.
От 19-годишна се занимава активно с музика. Автор е на повече от тридесет песни. Пяла е с няколко групи, а песните ѝ са звучали в различни европейски радиостанции. Първият ѝ самостоятелен албум „About Time“ излиза през 2010 г. Участва в музикални конкурси и е носител на няколко музикални награди. Редовен сътрудник е на сайта myvillage.com, за представянето на летни музикални фестивали, местни концерти и на национални филмови ревюта.
Обръща се към мечта си да пише, когато през 2001 г. неин приятел и подарява стар компютър. Започва да пише за различни интернет медии и публикува свои откъси в литературни сайтове.
Първият ѝ комедиен любовен роман „Събота сутрин в Манхатън“, който започва да пише през 2004 г., е издаден през 2009 г. За кратко става бестселър и я прави известна. Вторият ѝ роман „Клуб на свободните мъже“ от 2010 г. също в рамките на един месец става бестселър.
Тя също е автор на няколко кратки разкази, сценарии и откъси от романи, много от които са публикувани на helium.com.
През 2012 г. се омъжва за Боб Уеит (неин втори брак). Имат дъщеря – Флоренция Рен.
Миранда Дикинсън живее със семейството си в Стаурбридж.

## Произведения

### Самостоятелни романи
- Fairytale of New York (2009) 
Събота сутрин в Манхатън, изд.: „Ера“, София (2010), прев. Весела Прошкова
- Welcome to My World (2010) 
Клуб на свободните мъже, изд.: „Ера“, София (2011), прев. Весела Прошкова
- It Started With A Kiss... (2011)
- When I Fall In Love (2012)
- Take A Look At Me Now (2013)
- I'll Take New York (2014)
- A Parcel for Anna Browne (2015)
- Searching For a Silver Lining (2016)

### Участие в общи серии с други писатели

#### Серия „Истинско, Лудо, Дълбоко“ (Truly, Madly, Deeply)
- Truly, Madly, Deeply (2014) – с Керъл Матюс, Ники Мур и Адел Паркс

от серията има още 2 романа от различни автори

### Сборници
- The Perfect Treat: Heart-warming Short Stories for Winter Nights (2012) – с Клаудия Керъл, Майри Макфарлън, Лиз Треноу и Джулия Уилямс
- The Perfect Escape (2013) – с Клаудия Керъл, Софи Харт, Стела Нюман, Анна-Лу Уейтърли, Джулия Уилямс и Лаура Зайп